# Alonsoa quadrifolia
Alonsoa quadrifolia là một loài thực vật có hoa trong họ Huyền sâm. Loài này được G.Don mô tả khoa học đầu tiên năm 1837.